# 神田兵右衛門
神田 兵右衛門（こうだ ひょうえもん、天保12年2月18日（1841年4月9日） - 大正10年（1921年）1月13日）は、日本の実業家。本姓は梅谷で、名は胤保、号は松雲。播磨国印南郡大塩村（現在の兵庫県姫路市大塩町）出身で、慶應3年に兵庫開港商社取締役世話役に就任し、兵庫運河建設に大きく貢献した。のち、神戸市会議長を務める。「神戸発展の父」とも呼ばれる。

## 来歴
播磨国印南郡大塩村（現兵庫県姫路市大塩町）の大庄屋の三男に生まれ、15歳で兵庫出在家町の素封家、第12代神田兵右衛門の養子となる。
神田家の家督を継いだ兵右衛門は、慶應3年（1867年）7月、兵庫開港商社取締役世話役に命じられた。
江戸幕府は、開港資金の拠出を大阪、神戸の名士たちに命じ、兵庫商社を結成し、神田家に取締役を命じた。
すぐに幕府が崩壊すると明治新政府は、開港された兵庫港の管理運営等の為に兵庫県を設置。兵右衛門と同年の伊藤博文が県知事となった。
県知事だった伊藤博文と親睦を深め、伊藤に学校設立を申し入れ、それが許可されると兵右衛門は商家に金を貸しその利息を工費に当てた。利息がますます増えたため10数校設立した。和田岬砲台や新川運河の着工や工事にも着手した。

## 顕彰
- 明治32年（1899年）に藍綬褒章を受章した。